# Макгахан
 Тази статия е за документалния филм.  За американския журналист вижте Джанюариъс Макгахан.  
„Макгахан“ е български документален филм от 1979 година на режисьора Христо Мутафов по сценарий на Анна Георгиева.

## Награди
- Награда на СБФД „България 1300“ от фестивала на българското документално кино, Пловдив 1981 г.